# Università Comenio di Bratislava
L'Università Comenio di Bratislava (slovacco: Univerzita Komenského v Bratislave), negli anni 1939 – 1954 fu chiamata Università Slovacca (slovacco: Slovenská univerzita), è la più grande università della Slovacchia. Fondata nel 1919 (poco dopo la creazione della Cecoslovacchia), è intitolata a Giovanni Amos Comenio (Jan Amos Komenský), teologo e pedagogo ceco del XVII secolo.

## Storia
L'Università Comenio fu fondata il 27 giugno 1919 con l'assistenza della più consolidata Università di Praga e con l'intento di proseguire la tradizione dell'Università Istropolitana. Doveva sostituire l'ex Università Elisabettina, ungherese, che si trovava a Bratislava dal 1912, poiché questa era stata sciolta con la forza nel 1919 da Samuel Zoch, župan plenipotenziario della Slovacchia, appena divenuta parte della prima Repubblica cecoslovacca; ciò aveva indotto la maggior parte dei professori universitari (e alcuni studenti) a rifugiarsi a Budapest, dove era stata ristabilita l'Università Elisabettina; successivamente questa fu spostata a Pécs e rinominata Università di Pécs. Questa persecuzione nei confronti del personale delle istituzioni di formazione a Bratislava (a maggioranza ungherese perché la Slovacchia nell'Impero austriaco era parte del Regno d'Ungheria) richiese il reclutamento di accademici cechi. Pertanto, molti professori della nuova università, incluso il suo primo rettore, il professor MUDr. Kristian Hynek, erano cechi, dal momento che la Slovacchia a quel tempo non aveva abbastanza personale docente di lingua slovacca che potessero insegnare a livello universitario. Nonostante le difficoltà di personale, finanziarie e spaziali, l'università ha sviluppato programmi di ricerca e di insegnamento. La Facoltà di Medicina aprì nel 1919, e fu rapidamente seguita dalle Facoltà di Giurisprudenza e Filosofia nel 1921. La Facoltà di Filosofia, oltre a offrire programmi in materie umanistiche e scienze sociali, educò anche insegnanti, molto necessari per le scuole superiori della Slovacchia.
Nel 1937 fu aperto un nuovo edificio universitario per le facoltà di giurisprudenza e filosofia nel centro di Bratislava. L'edificio comprende l'aula utilizzata per le cerimonie di laurea e altre funzioni formali.
Durante la seconda guerra mondiale, la Slovacchia divenne nominalmente una repubblica, ma essendo in pratica uno stato fantoccio controllato dalla Germania nazista. Il governo ridusse le libertà accademiche all'università e i professori cechi furono espulsi. L'università fu ribattezzata Università slovacca nel 1939: il nome originale fu ripristinato nel 1954. La Facoltà di Scienze aprì nel 1940 e la Facoltà cattolica di Teologia fu fondata nel 1941. La libertà accademica tornò dopo la fine della guerra nel 1945, ma fu nuovamente cancellato nel 1948 quando i comunisti presero il potere in Cecoslovacchia, facendo rispettare l'ideologia del marxismo-leninismo nelle università cecoslovacche.
Tuttavia, l'università ha continuato a crescere e sono state create nuove facoltà (principalmente dividendo le facoltà esistenti):
- Facoltà di Scienze della Formazione nel 1946,
- Facoltà di Farmacia nel 1952,
- Facoltà di educazione fisica e sport nel 1960,
- Facoltà di Medicina a Martin nel 1969,
- Facoltà di Matematica e Fisica nel 1980.

Dopo la "Rivoluzione di velluto" del 1989, l'università creò un autogoverno democratico e furono aboliti i corsi obbligatori sull'ideologia marxista. La Facoltà di teologia cattolica e la Facoltà Teologica Evangelica si aggiunsero all'università.
La trasformazione della Slovacchia con l'economia di mercato ha creato la necessità di professionisti nella gestione e nelle scienze finanziarie. Di conseguenza, l'università ha istituito la Facoltà di Management nel 1991 e la Facoltà di Scienze Sociali ed Economiche nel 2002. Nel 2000 è stato implementato il sistema europeo di trasferimento dei crediti per migliorare la mobilità degli studenti e facilitare legami con altre università europee.

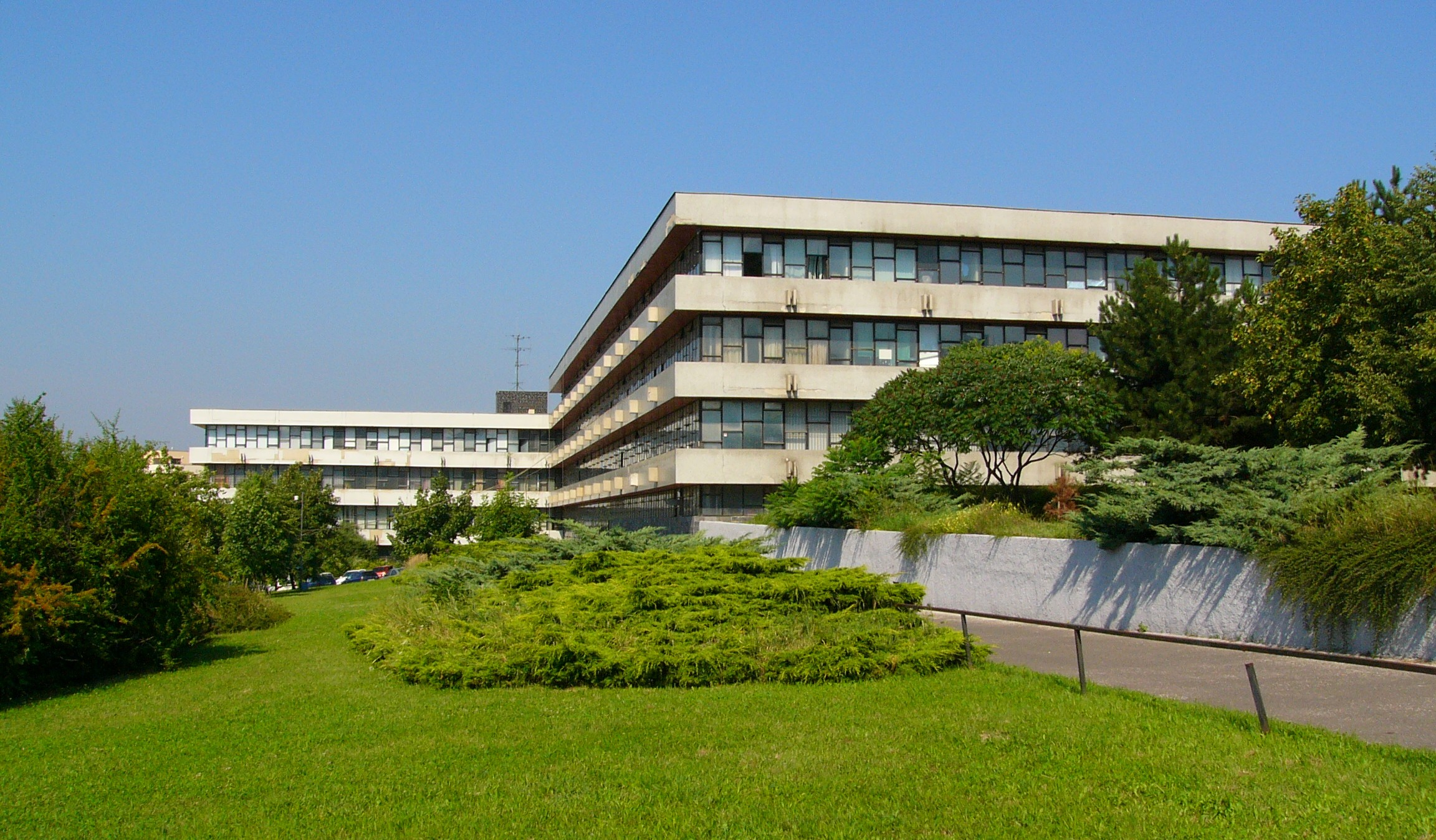
Edificio della facoltà di Matematica, Fisica e Informatica

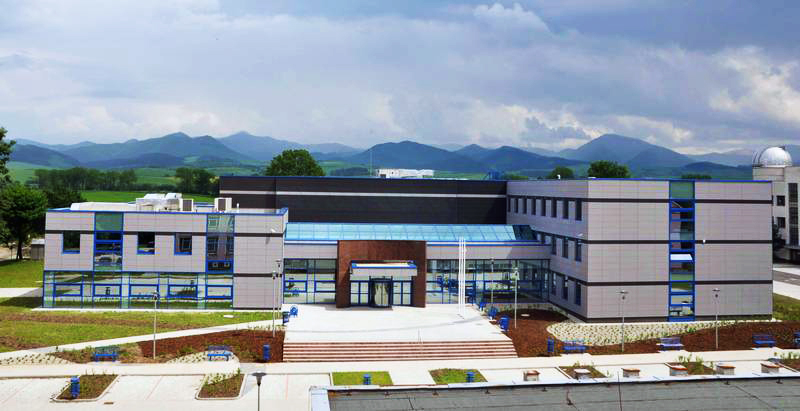
Edificio della facoltà di Medicina a Martin

## Organizzazione
Al 2018 l'università aveva 13 facoltà:
- Facoltà di Medicina - 1919
- Facoltà di Legge - 1921
- Facoltà di Filosofia - 1921
- Facoltà di Scienze naturali - 1940
- Facoltà di Educazione - 1946
- Facoltà di Farmacia - 1952
- Facoltà di Educazione fisica e Sport - 1965
- Facoltà di Medicina Jessenius - 1969
- Facoltà di Matematica, Fisica e Informatica - 1980
- Facoltà di Teologia (cattolica romana - Rímskokatolícka cyrilometodská bohoslovecká fakulta Univerzity Komenského) - 1990 (insegnamenti solo in slovacco)
- Facoltà di Teologia (evangelica - Evanjelická bohoslovecká fakulta) - 1990 (insegnamenti solo in slovacco)
- Facoltà di Management - 1991
- Facoltà di Scienze Sociali ed Economiche - 2002

## Rettori
- Kristián Hynek (1919-1921)
- Augustín Ráth (1921-1922)
- Josef Hanuš (1922-1923)
- Stanislav Kostlivý (1923-1924)
- Karel Laštovka (1924-1925)
- Miloš Weingart (1925-1926)
- Otakar Sommer (1926-1927)
- Jiří Brdlík (1927-1928)
- Albert Pražák (1928-1929)
- Kristián Hynek (1929-1930), per la seconda volta
- Albert Milota (1930-1931)
- Dobroslav Orel (1931-1932)
- Viktor Reinsberg (1932-1933)
- Bohuš Tomsa (1933-1934)
- Antonín Kolář (1934-1935)
- Bohuslav Polák (1935-1936)
- Vratislav Bušek (1936-1937)
- Václav Chaloupecký (1937-1938)
- Jan Lukeš (26 settembre 1938-3 gennaio 1939)
- Michal Šeliga (9 febbraio 1939-19 maggio 1939)
- Vojtech Tuka (1939-1942)
- Emanuel Filo (1942-1944)
- František Valentin (1944-19 aprile 1945)
- Anton Štefánek (21 dicembre 1945-1946)
- Karol Kizlink (1946-1947)
- František Nábělek (1947-1948)
- Anton Gala (1948-1949)
- Karol Rebro (1949-1950)
- Igor Hrušovský (1950-1953)
- Andrej Sirácky (1953 – 31 dicembre 1955)
- Július Šefránek (1º gennaio 1956-31 luglio 1959)
- Michal Topoľský (1959-1963)
- Vojtech Filkorn (1963-1966)
- Bohuslav Cambel (1966-1969)
- Emil Huraj (1969-1976)
- Ján Kvasnička (1976-1985)
- Ladislav Melioris (1985-1990)
- Miroslav Kusý (1990-1991)
- Juraj Švec (1991-1997)
- Ferdinand Devínsky (1997-2003)
- František Gahér (2003-2011)
- Karol Mičieta (2011 – 31 gennaio 2019)
- Marek Števček, dal 1º febbraio 2019[4][5]